# 九龍西二號炮台

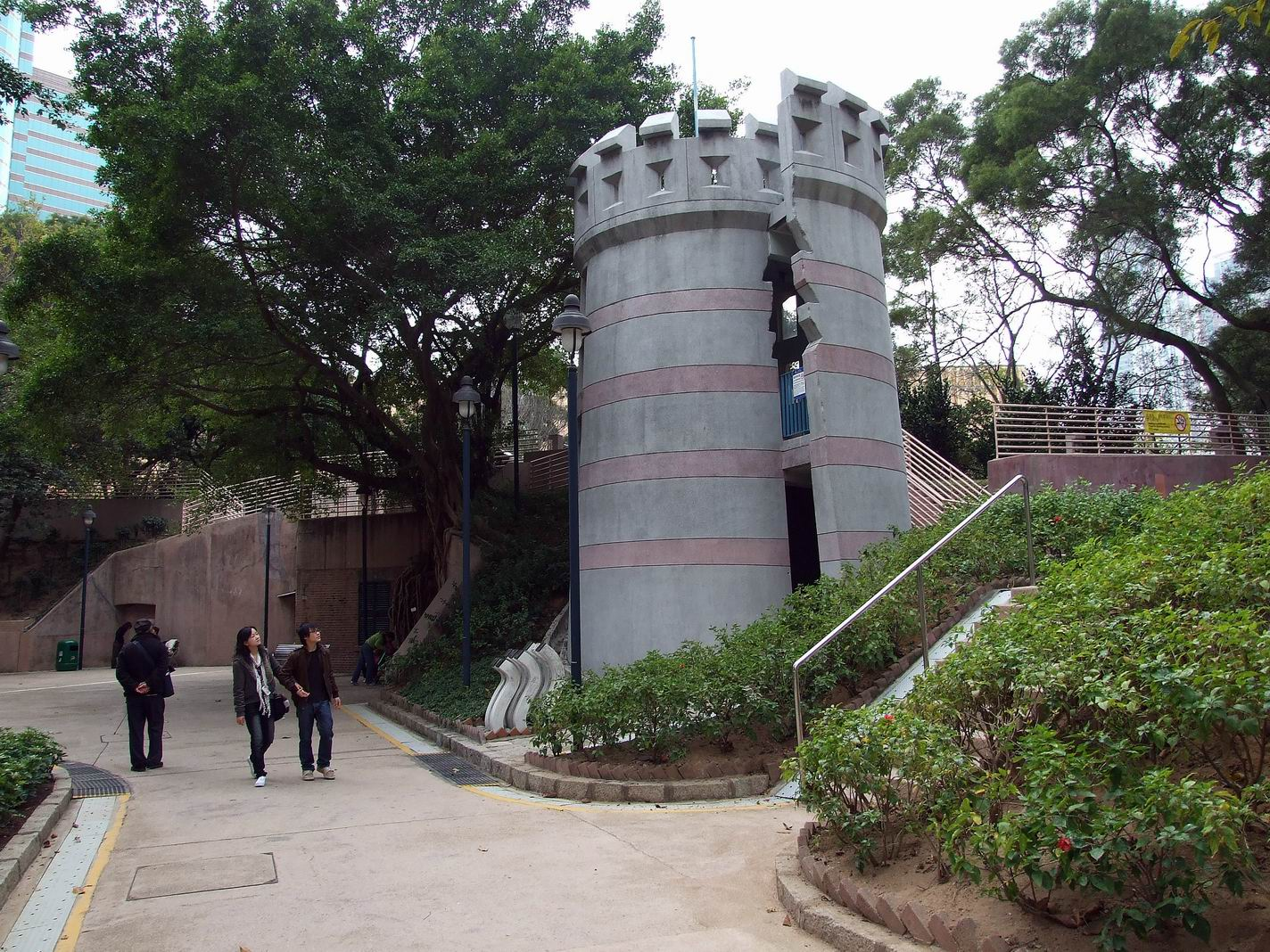
九龍西二號炮台

九龍西二號炮台（英語：Kowloon West II Battery），是香港油尖旺區的一個已廢置的炮台，現已改建為遊樂場，改稱歷奇樂園。炮台位於尖沙咀九龍公園內的香港文物探知館附近，原址為官涌炮台。炮台在1997年經古物古蹟辦事處評為一級歷史建築，並在2009年12月18日獲得確認。

## 歷史
1863年，英國軍隊佔領九龍半島後，眼見該處臨近維多利亞港，有高度戰略價值，遂於1865年建成九龍西二號炮台，另一說法則為1880年。炮台最初設有3座長9吋及1座重64磅的前膛炮，後來在重修期間改為配置3座長7吋的後膛炮，至1895年改為配置3座長10吋的前膛炮，並派駐一位軍官和50名炮兵，然後在1900年改為配置兩座長六吋的新式後膛炮，並加建指揮站。1909年，炮台內的大炮改為用作操練，兩年後改為配置2座重12磅炮，在1913年再改為配置兩座長4.7吋的速射炮。1916年，由於炮台內的設施開始不及其他新建的炮台，而且射程受到九龍倉碼頭阻擋，炮台最終被廢棄。1989年，在九龍公園的擴建期間，炮台改建為遊樂場，取名歷奇樂園，而三個炮位上則各放置了長五吋的新式後膛炮。

## 結構
九龍西二號炮台屬於明炮台，一種炮位外露的炮台。炮台以三合土興建而成，設有機械室、火藥庫、指揮站和3個炮位，每個炮位都設有可旋轉炮架，以便發炮時作出調整。炮位和炮位之間都有空心隔堆，因此就算其中一個炮位被擊中時，都不會波及至其他炮位，而空心隔堆下則為火藥庫。後來，炮台改建成遊樂場
，而機械室則改建成公廁，火藥庫和其地下室則未有向公眾開放。